# Франц Куловец
Фран Салешки Куловец (Долење Сушице, 8. јануар 1884 — Београд, 6. април 1941) био је словеначки и југословенски новинар и политичар. 

## Биографија
Након ниже средње школе у Кочевју и више у Љубљани, студирао је теологију. Рукоположен је за свештеника 1907. године. У Бечу је 1910. докторирао теолошке науке. Био је професор на епархијског средњој школи у Ст. Виут.
Током Првог светског рата био је војни капетан. После рата посветио се политици и био је један од најважнијих лидера Словеначке народне стрнаке (СЛС). Године 1919. основао је Југословенски сељачки синдикат и био изабран за генералног секретара СЛС, а 1920. постао је главни уредник. До 1922. реорганизовао је СЛС, који се ослобађа из рата политички ослабљен. На партламентарним изборима 1923, 1925. и 1927. биран је за народног посланика Народне скупштине Краљевине СХС. У две Владе (1924. и 1927) био је министар за пољопривреду. Касније је учествовао у припреми словеначке пунктације, тако да је од јануара 1933. до октобра 1934. интерниран у Фочу и Сарајеву. Године 1935. постао је генерални секретар на одбора ПРИ за Словенију. Бавио се организацијом сељачког удружења. На децембарским изборима 1938. поново је изабран за народног посланика. 
Два пута је именован за сенатора (1938. и 1940). Био оје рганизатор сељачких задруга и задружни заменик директора удружења у Београду. Био је члан начелства католичке медијске асоцијације и од 1939. до 1940. председник Конзорцијума словеначких католичких новина. Између осталог, учествовао је у Друштвеној мисли и Домољубљу. Као један од најближих сарадника Антона Корошеца након његове смрти постао је његов наследник. 
Од јануара до марта 1941. био је у Влади Цветковић-Мачек министар без портфеља. У Симовићевој влади је био министар изградње.
Погинуо је приликом првог немачког бомбардовања Београда 6. априла 1941. године.